# Вольфсон, Файтель Иосифович
Файтель (Фёдор) Иосифович Вольфсон (31 октября [13 ноября] 1907, Сидоровичи, Могилёвская губерния — 26 апреля 1989) — советский учёный-геолог, доктор геолого-минералогических наук, профессор, первооткрыватель урановых месторождений, лауреат Ленинской премии (1965).

## Биография
Родился 13 ноября 1907 году в селе Сидоровичи Могилёвского уезда Могилёвской губернии в еврейской крестьянской семье.
Получил среднее образование (1924). Работал в хозяйстве родителей и одновременно вёл занятия в избе-читальне, состоял в комитете крестьянской бедноты.
По комсомольскому направлению поступил на геологоразведочный факультет Ленинградского горного института. После его окончания (1930) оставлен в аспирантуре. Сразу выехал от Геологического комитета в качестве начальника стационарной Такелийской геологоразведочной партии. В 1931 году совместно со штатом партии переведён в Средазразведку, в 1932 году перешёл в штат Главгорхимпрома, работал на руднике главным геологом и техническим руководителем.
В конце 1932 года по приглашению академиков А. Е. Ферсмана и Д. И. Щербакова поступил в аспирантуру Ломоносовского института АН СССР. В 1933—1938 гг. руководитель поискового отряда Среднеазиатской экспедиции АН СССР и группы Мугоджарской экспедиции. За этот период открыты месторождения металлов: Наугарзанское флюоритовое, Лашкерекское и Гавское полиметаллические, Кансайские золоторудные и несколько других. В 1935 году защитил кандидатскую диссертацию на тему «Такелийское полиметаллическое месторождение».
В 1938—1944 годах занимался изучением структур полиметаллических месторождений Центрального Казахстана, Алтая и Северного Кавказа, в 1945—1950 гг. — геологических структур редкометальных месторождений Средней Азии. В 1946 году защитил докторскую диссертацию.
В 1948—1950 годах директор Геологической станции АН СССР на одном из рудников в Средней Азии.
Одновременно с 1938 года преподавал в Московском институте цветных металлов и золота имени М. И. Калинина (МИЦМиЗ). В 1952—1955 его штатный профессор кафедры полезных ископаемых, читал курс «Рудные месторождения и структуры рудных месторождений». В этот же период проводил научные исследования на Кавказе и Восточном Забайкалье по договору с промышленными организациями.
С 1955 года снова работал в ИГН АН СССР / ИГЕМ АН СССР, в 1959 г. назначен на должность начальника Экспедиции № 1 СССР (Лаборатория радиогеологии), которой руководил до 1987 года.
Одновременно вёл педагогическую деятельность в МИЦМиЗе (до 1963), в Московском геологоразведочном институте и Университете дружбы народов (до 1988).
Умер 26 апреля 1989 года. Похоронен на Новокунцевском кладбище.

## Награды и звания
Лауреат Ленинской премии (1965). Награждён Орденом Трудового Красного Знамени (1963).

## Семья
- Жена — Ирина Николаевна Вольфсон (1919—1977), дочь конструктора Николая Ивановича Дыренкова; трое сыновей:
  - Иосиф Файтелевич Вольфсон (05.12.1955), кандидат геолого-минералогических наук;
  - Ефим Файтельевич Вольфсон (08.02.1949), литератор, живёт в Хайфе;
  - Александр Файтелевич Вольфсон (06.11.1940).